# BBC HD
BBC HD – brytyjski kanał telewizyjny spółki BBC, który był nadawany w systemie high definition. Na antenie stacji emitowano programy dokumentalne i popularnonaukowe, jak również programy rozrywkowe, filmy oraz seriale fabularne. W wyniku rosnącej oglądalności BBC HD, 26 października 2018 roku doszło do rebrandingu i kanał zmienił nazwę na BBC First.

## Emisja w Polsce
W Polsce stacja zadebiutowała 1 maja 2010. Była dostępna na platformach cyfrowych oraz w sieciach kablowych. Kanał stanowił dopełnienie paczki kanałów tematycznych BBC Worldwide, do której należą BBC Brit, BBC Earth, BBC Lifestyle i CBeebies. Stacja nadawała 24 godziny na dobę w polskiej wersji językowej.
1 lutego 2012 roku stacja dołączyła do oferty Cyfrowego Polsatu, mimo wcześniejszego wycofania z oferty operatora pozostałych stacji spod znaku BBC.
1 lutego 2015 roku kanał BBC HD stał się bardziej serialowo-filmowy tylko w Polsce.
26 października 2018 roku BBC HD przeszło rebranding na BBC First z powodu rosnącej oglądalności tego kanału.

## Emisja na świecie
W Wielkiej Brytanii kanał został uruchomiony 15 maja 2006 w wersji testowej, a od grudnia 2007 jego nadawanie ma charakter stały. Nadawca zdecydował się uruchomić międzynarodową wersję stacji dostępną między innymi w: Australii, Finlandii, Danii, Turcji i Polsce.

## Wybrane programy stacji
- 5000
- Alergic
- Chimps
- Dzikie serce Afryki
- Gavin i Stacey
- Historia Safarii
- Komisariat Holby
- Powstać z popiołów
- Sekretne życie słoni
- Tygrys: Okiem szpiega